# Mapin Beru
Mapin Beru is een bestuurslaag in het regentschap Sumbawa van de provincie West-Nusa Tenggara, Indonesië. Mapin Beru telt 861 inwoners (volkstelling 2010).